# Reiteralm
Reiteralm är en vintersportort i kommunen Schladming i Steiermark i Österrike. Här har bland annat internationella tävlingar i alpin skidsport avgjorts.

### Fotnoter
1. ↑  ”Kalender Reiteralm - Alpint”. Eurosport. Arkiverad från originalet den 23 februari 2014. https://web.archive.org/web/20140223024617/http://www.eurosport.se/alpint/reiteralm-1/2006-2007/calendar-result_gnd1.shtml. Läst 13 februari 2014.